# Andreas Almgren
Karl Andreas Almgren, född 12 juni 1995 i Sollentuna kommun, är en svensk medeldistanslöpare och långdistanslöpare. Han håller svenskt rekord på 3 000, 5 000,  10 000 meter, 10 km väglöpning och halvmaraton. 

## Karriär

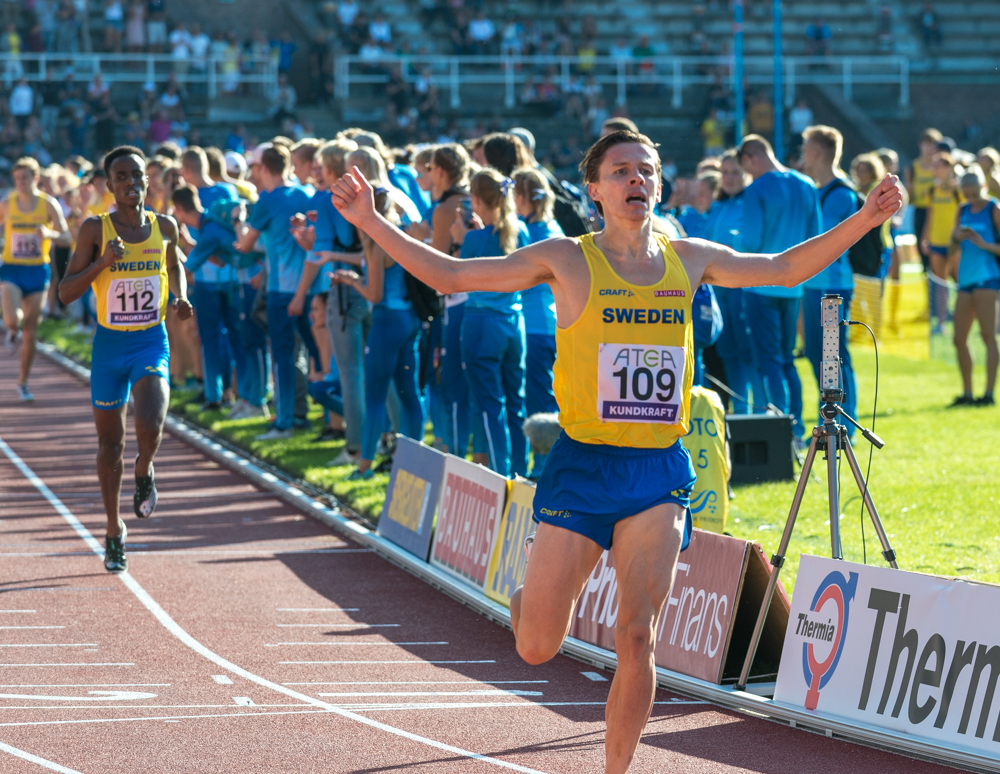
Almgren vinner 1500 meter under Finnkampen på Stockholms stadion i augusti 2019.

År 2011 tog Almgren sin första seniormedalj på SM, i stafett 4 × 400 meter. Vid Sollentuna GP den 26 juni 2014 slog Almgren det svenska juniorrekordet på 800 meter genom att springa in på 1.46,99. Det gamla hade Mattias Claesson, 1.47,07 satt år 2004. Den 27 juli 2014 tog han brons vid herrarnas 800-meterslopp under juniorvärldsmästerskapen i Eugene i delstaten Oregon i USA med tiden 1.45,65, en förbättring av det egna svenska juniorrekordet och bara 0,2 sekunder från det svenska seniorrekordet. I augusti deltog han vid EM i Zürich och tog sig vidare till semifinal på 800 meter men blev sedan utslagen. Den 8 mars 2015 blev han fyra på 800 meter i inomhus-EM i Prag. I sin säsongsdebut utomhus på 800 meter förbättrade Almgren vid årets Folksam GP den 25 juni sitt personliga rekord med sex hundradelar till 1.45,59. I augusti 2015 deltog Almgren vid VM i Peking men slogs ut i sitt försöksheat på 800 meter, tid 1.48,06. I början på sommaren 2016 bestämde sig Almgren att avsluta årets säsong för att läka sin skadade högerfot och återkomma år 2017.
I februari 2022 satte Almgren nytt svenskt rekord på 3 000 meter inomhus vid en tävling i Liévin i Frankrike med ett lopp på tiden 7.34,31. Veckan därpå vid inomhus-SM tog han guld på 3 000 meter efter ett lopp på 7.57,55.  Sedan dess har Almgren flera gånger förbättrat det svenska rekordet på 3 000 meter utomhus, senast i maj 2023.
I EM 2022, Almgrens första stora mästerskap sedan 2015, kom han fyra på 5 000 meter.
Den 2 september 2022 satte Almgren svenskt rekord på 5 000 meter med 13.01,70, och raderade därmed ut Anders Gärderud ur den svenska rekordtabellen. Den 14 januari 2024 satte Almgren svenskt rekord på 10 km väglöpning med tiden 27.20.  Den 12 februari 2024 satte Almgren svenskt rekord på halvmaraton med tiden 59.23. Han blev därmed förste svensk att springa halvmaraton på under timmen. Den 15 mars 2024 satte Almgren svenskt rekord på 10000 meter med tiden 26.52,87 vilket slog det tidigare rekordet med över en minut. Det tidigare rekordet sattes av Jonny Danielsson 1989.
Den 12 januari 2025 satte Almgren nytt europarekord på  10 km väglöpning i spanska Valencia med tiden 26.54. Den 15 juni 2025 satte Almgren nytt europarekord på 5000 meter med tiden 12.44,27 vid diamond league galan på Stockholms stadion.

## Övrigt
Almgren drev en blogg på Springlfa där han beskriver sin väg mot målet att springa 800 meter på under 100 sekunder. Det nuvarande världsrekordet på distansen innehas av David Rudisha på 1.40,91.
Han studerar halvtid på KTH och skrev sin kandidatexamensuppsats inom industriell ekonomi 2021. Han blev uppmärksammad för att bära en mössa från nollningen under Finnkampen 2017.

## Personliga rekord
| Utomhus - 100 meter – 11.65 (Sollentuna, Sverige 9 augusti 2011) - 200 meter – 22.88 (Sollentuna, Sverige 9 augusti 2011) - 400 meter – 48.33 (Gävle, Sverige 13 augusti 2011) - 800 meter – 1.45,59 (Sollentuna, Sverige 25 juni 2015) - 1 000 meter – 2.21,23 (Varberg, Sverige 15 juli 2019) - 1 500 meter – 3.32,00 (Oslo, Norge 15 juni 2023) - 2 000 meter – 5.00,23 (Sollentuna, Sverige 10 augusti 2020) - 3 000 meter – 7.37,05 (Doha, Qatar 5 maj 2023) 0NR0 - 5 000 meter – 12.44,27 (Stockholm, Sverige 15 juni 2025) 0NR0ER0 - 10 000 meter – 26.52,87 (San Juan Capistrano, USA 16 mars 2024) 0NR0 - Halvmaraton – 59.23 (Barcelona, Spanien 11 februari 2024) 0NR0 | Inomhus - 400 meter – 48,38 (Göteborg, Sverige 1 mars 2015) - 800 meter – 1.46,56 (Stockholm, Sverige 19 februari 2015) - 1 500 meter – 4.04,68 (Uddevalla, Sverige 24 februari 2013) - 3 000 meter – 7.34,31 (Liévin, Frankrike 17 februari 2022) 0NR0 |